# The Atlantic

Logo bis November 2019

The Atlantic (bis 2007 offiziell The Atlantic Monthly, auch zuvor aber schon umgangssprachlich (The) Atlantic) ist eine US-amerikanische Zeitschrift. Sie kommentierte ursprünglich vor allem literarische und kulturelle Themen und enthält heute auch Artikel und Kommentare zur Politik und Außenpolitik sowie Rezensionen.
Ursprünglich eine Monatszeitschrift, erscheint The Atlantic heute zehnmal jährlich und hatte im Jahr 2021 etwa 830.000 Abonnenten.

## Geschichte

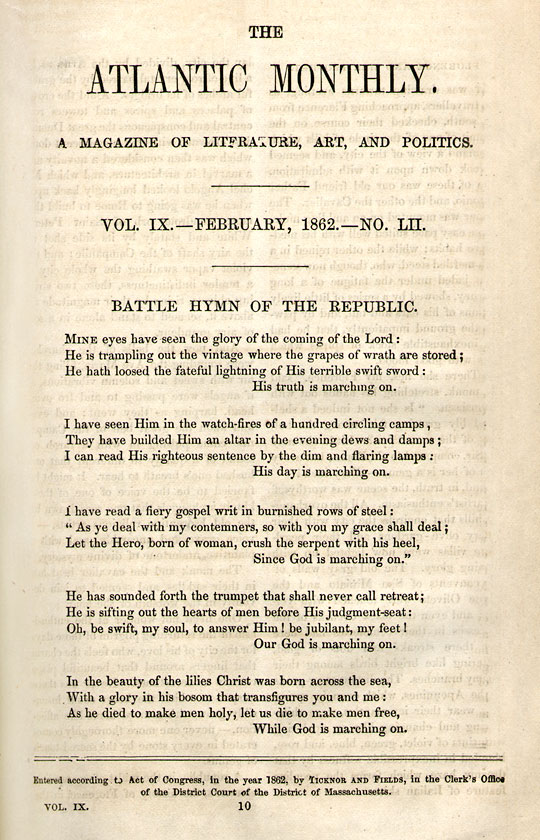
Februar-Ausgabe 1862 des The Atlantic Monthly, mit The Battle Hymn of the Republic auf der Titelseite.

Die Atlantic Monthly wurde 1857 in Boston als Monatszeitschrift von einer Gruppe von Schriftstellern gegründet, zu denen Ralph Waldo Emerson, Henry Wadsworth Longfellow, Oliver Wendell Holmes, Sr., und James Russell Lowell gehörten.
Julia Ward Howes Battle Hymn of the Republic erschien zuerst in The Atlantic Monthly (am 11. Februar 1862), ebenso William Parkers The Freedman’s Story (im Februar und März 1866). Im August 1963 publizierte die Zeitschrift die Verteidigung des zivilen Ungehorsams durch Martin Luther King, Jr. in seinem Letter from Birmingham Jail. Die Zeitschrift war ein Verbindungspunkt zwischen Emily Dickinson und Thomas Wentworth Higginson – nachdem sie einen Artikel von Higginson im Atlantic gelesen hatte, bat Dickinson ihn, ihr Mentor zu werden. The Atlantic Monthly hat auch viele der Arbeiten von Mark Twain publiziert, darunter einen Text, der erst 2001 veröffentlicht wurde.
Die Zeitschrift veröffentlichte auch verschiedene spekulative Artikel, die die Entwicklung neuartiger Technologien inspirierten. Das klassische Beispiel ist Vannevar Bushs Essay As We May Think im Juli 1945, der Ted Nelson und Douglas Engelbart zur Entwicklung der Hypertext-Technologie inspirierte.
The Atlantic ist unter den literarischen Magazinen immer durch seine spezielle Bindung an Neuengland aufgefallen, was es von Magazinen wie Harper’s und später dem The New Yorker, die beide in New York City beheimatet sind, unterscheidet.
Seit dem dritten Jahr ihres Erscheinens wurde die Zeitschrift vom Verlag Ticknor and Fields verlegt, der später ein Teil von Houghton Mifflin wurde. Die Zeitschrift wurde während des Ersten Weltkriegs von ihrem damaligen Herausgeber Ellery Sedgwick gekauft, blieb aber in Boston.
Am 27. September 1999 wurde abermals ein Verkauf der Zeitschrift öffentlich angekündigt, dieses Mal von Mort Zuckerman an David Bradley, den Besitzer von Atlantic Media. Dieser versprach während einem Besuch des Büros den Mitarbeitern, es werde keine größeren Änderungen geben und auch keinen Umzug nach Washington D.C.
Die Herausgeber des Magazins verkündeten im April 2005, dass die Redaktionsräume aus dem angestammten Sitz 77 North Washington St., Boston umziehen würden, um zu der Werbe- und Vertriebsabteilung nach Washington, D.C. zu stoßen; dies wurde mit den hohen Immobilienpreisen in Boston begründet. Vier Monate später erklärte Bradley dem New York Observer, dass die Kostenersparnis weniger als 300.000 US-Dollar betragen habe und durch die gezahlten Abfindungen aufgebraucht worden sei. Der Grund des Umzugs sei gewesen, die besten Köpfe von Bradleys Publikationen an einem gemeinsamen Arbeitsort zu versammeln. Von den Mitarbeitern in Boston waren nur wenige zu einem Umzug bereit, was es Bradley erlaubte, sich nach neuen Redaktionsmitgliedern umzusehen. Ebenfalls im Jahr 2005 kündigte The Atlantic an, in Zukunft keine Kurzgeschichten mehr in den regulären Ausgaben zu veröffentlichen und dafür eine jährliche Sonderausgabe herauszubringen.
Nachdem die Zeitschrift 2001 nur noch elfmal (Zusammenlegung von Juli- und Augustausgabe) und inzwischen nur noch zehnmal jährlich erschien, benannte sie sich Ende 2007 von The Atlantic Monthly in The Atlantic um. Im Juli 2017 erwarb Emerson Collective, ein Unternehmen von Laurene Powell Jobs, einen Mehrheitsanteil an Atlantic Media, dem Verlag von The Atlantic.

## Herausgeber
- 1857–1861: James Russell Lowell
- 1861–1871: James Thomas Fields
- 1871–1881: William Dean Howells
- 1881–1890: Thomas Bailey Aldrich
- 1890–1898: Horace Elisha Scudder
- 1898–1899: Walter Hines Page
- 1899–1909: Bliss Perry
- 1909–1938: Ellery Sedgwick
- 1938–1966: Edward A. Weeks
- 1966–1980: Robert Manning
- 1980–1999: William Whitworth
- 1999–2003: Michael Kelly
- 2003–2006: Cullen Murphy
- 2006–2016: James Bennet
- seit 2016: Jeffrey Goldberg